# East Valley Tribune
East Valley Tribune est un journal hebdomadaire américain publié à Tempe en Arizona depuis 1891. Il couvre les zones de la région métropolitaine de Phoenix, notamment les villes de Mesa, de Tempe, de Chandler, de Gilbert et de Queen Creek.